# Hokej na ledu na ZOI 2010.
Hokej na ledu na olimpijskim igrama u Vancouveru održavala su se u Canada Hockey Place, domu NHL-ove momčadi Vancouver Canucks, i u UBC Winter Sports Centre, domu CIS-ove momčadi UBC Thunderbirds. 

## Promjene i preinake s hokejskim turnirom[1]
Događaj u hokeju na ledu će se održati u General Motors dvorani (18.810 sjedećih mjesta), u kojoj nastupa NHL momčad Vancouver Canucksa. Ime dvorane za vrijeme Igara biće preimenovanoje u Canada Hockey Place zato što na Olimpijskim igrama nije dozvoljeno korporativno oglašavanje. Po prvi put u povijesti Olimpijskih igara utakmice će se igrati na terenu veličine 61x26 metara (kao u NHL-u) umjesto na dosadašnjih 61x30 metara što je propisana dimenzija van NHL-a. Ova odluka uštedjela je organizatorima 10 milijuna dolara (izbjegnute preinake terena) ali i omogućila veći kapacitet dvorane.

### Novi sustav
Hokejaški turnir počinje dva dana nakon početka pauze u NHL-u, a upravo na zahtjev NHL klubova smanjen je broj utakmica u preliminarnoj rundi na samo tri. Na turniru sudjeluje 12 momčadi koje će biti podijeljene u 3 skupine od po četiri momčadi. Nakon odigrane tri utakmice sve će se momčadi prema broju osvojenih bodova rangirati od prvog do dvanaestog mjesta s tim da će najuspješnije četiri osigurati direktan plasman u četvrtfinale dok će preostalih osam razigravati za četiri preostala mjesta (5-12, 6-11, 7-10, 8-9). Takvim sustavom igra se zato što reprezentacije nisu imale pripreme zbog obveza njihovih igrača u NHL-u, pa će taj prvi dio po skupinama služiti za zagrijavanje. Na turniru će prvi put suditi četiri suca.

## Turnir za muškarce

### Zemlje sudionice
Dvanaest momčadi natječe se u muškom turniru u hokeju na ledu.
| Skupina A - Kanada - SAD - Švicarska - Norveška | Skupina B - Rusija - Češka - Slovačka - Latvija | Skupina C - Švedska - Finska - Bjelorusija - Njemačka |

## Turnir za žene

### Zemlje sudionice
Ukupno osam timova natječe se u ženskom turniru u hokeju na ledu.
| Skupina A - Kanada - Švedska - Švicarska - Slovačka | Skupina B - SAD - Finska - Rusija - NR Kina |

## Vanjske poveznice
- Hokej na ledu na ZOI 2010.